# Microplidus griseovestitus
Microplidus griseovestitus är en skalbaggsart som beskrevs av Moser 1918. Microplidus griseovestitus ingår i släktet Microplidus och familjen Melolonthidae. Inga underarter finns listade i Catalogue of Life.